# Modern Eon
 (juin 2022).
La mise en forme du texte ne suit pas les recommandations de Wikipédia : il faut le « wikifier ».
Les points d'amélioration suivants sont les cas les plus fréquents. Le détail des points à revoir est peut-être précisé sur la page de discussion.
- Les titres sont pré-formatés par le logiciel. Ils ne sont ni en capitales, ni en gras.
- Le texte ne doit pas être écrit en capitales (les noms de famille non plus), ni en gras, ni en italique, ni en « petit »…
- Le gras n'est utilisé que pour surligner le titre de l'article dans l'introduction, une seule fois.
- L'italique est rarement utilisé : mots en langue étrangère, titres d'œuvres, noms de bateaux, etc.
- Les citations ne sont pas en italique mais en corps de texte normal. Elles sont entourées par des guillemets français : « et ».
- Les listes à puces sont à éviter, des paragraphes rédigés étant largement préférés. Les tableaux sont à réserver à la présentation de données structurées (résultats, etc.).
- Les appels de note de bas de page (petits chiffres en exposant, introduits par l'outil «  Source ») sont à placer entre la fin de phrase et le point final[comme ça].
- Les liens internes (vers d'autres articles de Wikipédia) sont à choisir avec parcimonie. Créez des liens vers des articles approfondissant le sujet. Les termes génériques sans rapport avec le sujet sont à éviter, ainsi que les répétitions de liens vers un même terme.
- Les liens externes sont à placer uniquement dans une section « Liens externes », à la fin de l'article. Ces liens sont à choisir avec parcimonie suivant les règles définies. Si un lien sert de source à l'article, son insertion dans le texte est à faire par les notes de bas de page.
- La présentation des références doit suivre les conventions bibliographiques. Il est recommandé d'utiliser les modèles {{Ouvrage}}, {{Chapitre}}, {{Article}}, {{Lien web}} et/ou {{Bibliographie}}. Le mode d'édition visuel peut mettre en forme automatiquement les références.
- Insérer une infobox (cadre d'informations à droite) n'est pas obligatoire pour parachever la mise en page.

Pour une aide détaillée, merci de consulter Aide:Wikification.
Si vous pensez que ces points ont été résolus, vous pouvez retirer ce bandeau et améliorer la mise en forme d'un autre article.
Modern Eon est un groupe post-punk / new wave britannique, formé à Liverpool, en Angleterre, en 1978. Ils ont sorti un album, Fiction Tales, sur le label britannique Dindisc en 1981.

## Biographie
Le groupe, initialement nommé Luglo Slugs, a été fondé par le guitariste et chanteur Alix Plain (de son vrai nom Alex Johnson) et le bassiste Danny Hampson, rejoints plus tard par le batteur Dave Hardbattle. La formation Luglo Slugs a enregistré le titre « Benched Down / 70s Sixties » aux Open Eye Studios de Liverpool. Peu de temps après l'enregistrement, Dave Hardbattle quitte le groupe. Le guitariste Ged Allen et le batteur Joey McKechnie rejoignent alors le groupe, qui prend finalement le nom de Modern Eon. La chanson enregistrée aux Open Eye Studios sort avec le nouveau nom du groupe à la fin de l'année 1978 sur la compilation Street to Street: A Liverpool Album.
Après un EP autoproduit, Pieces, sorti sur Eon Records en 1979, ils enregistrent le single « Euthenics » pour Inevitable Records en 1980. Ged Allen et Joey McKechnie quittent le groupe en 1980, avant l'enregistrement de leur premier album, et sont remplacés par Bob Wakelin (cordes, chant, percussions) et Tim Lever (guitare, saxophone), avec Cliff Hewitt (batterie) les rejoignant peu de temps après.
Au début de l'année 1981, une nouvelle version de « Euthenics » sort en single chez le label Dindisc, suivie de deux autres singles, « Child's Play » et « Mechanic ». L'album Fiction Tales sort en 1981 avec des critiques mitigées, citant une déception due au fait que six des douze chansons de l'album sont déjà sorties en single ou en face B. Les critiques ultérieures sont plus positives.
Après qu'une tournée ait été organisée cette année-là, le batteur Cliff Hewitt se blesse gravement au poignet, forçant alors le groupe à partir en tournée en utilisant une bande sur magnétophone pour la batterie. Modern Eon se dissout à la fin de l'année 1981 alors que le groupe travaillait sur des démos pour un deuxième album, qui n'est jamais sorti.
Par la suite, Tim Lever a rejoint Dead or Alive, tandis que Cliff Hewitt est devenu membre d'Apollo 440. Alix Plain a quant à lui poursuivi un projet de musique électronique / dub sous le nom de Che.
Bob Wakelin a fait carrière en tant qu'illustrateur de couvertures de jeux vidéo, notamment pour Ocean Software. Il est décédé en janvier 2018.

## Discographie

### Albums studio
- Fiction Tales (1981), Dindisc

### Singles et EP
- Pieces - EP (1979), Eon
- « Euthenics / Waiting for the Cavalry » - single (1980), Inevitable
- « Euthenics / Cardinal Signs » - single (1981), Dindisc
- « Child's Play / Visionary » - single (1981), Dindisc
- « Mechanic / Splash! » - single (1981), Dindisc

### Apparitions sur des compilations
- « Benched Down/70s Sixties » sur Street to Street: A Liverpool Album (1979), Open Eye Records